# جمال القصاص
جمال القصاص، شاعر وصحفي مصري من مواليد 1950. نشر حتى الآن ثلاثة عشرة ديوانًا شعريا آخرها ديوان «تحت جناحي عصفور» الصادر عن دار ميريت للنشر والتوزيع في عام 2020. تُرجمت مختارات من أشعاره إلى اللغة الإنجليزية والعربية واليونانية. كما حصل على جائزة كفافيس الدولية في الشعر في عام 1998. ويعتبر هو أحد أهم المؤسسين لجماعة «إضاءة 77» الشعرية في فترة السبعينيات.

## الحياة الشخصية
ولد الشاعر جمال الدين عبد العزيز القصاص في قرية المنشاة الكبرى التي تقع في محافظة كفر الشيخ، في مصر يوم 5 ديسمبر، عام 1950. توفيت والدته وهو لم يتجاوز سن التسع سنوات. أما والده فكان يعمل مأذونًا وكان مهتمًا باللغة العربية والثقافة بشكل عام، إذ كانت تحتوي مكتبته المتواضعة على بعضًا مع كتب تفاسير القرآن والكتب التراثية القديمة. وعندما علم والده باهتمام القصاص بالشعر، بدأ يزوده ببعض المجموعات الشعرية.

## السيرة المهنية
تخر ج القصاص في جامعة عين شمس وحصل على شهادة البكالوريوس في الفلسفة، عام 1980. عمل بعد تخرجه مراجعًا للغة العربية، ثم عمل رئيسًا في القسم الثقافي بصحيفة الشرق الأوسط. وفي عام 1970، نشر القصاص أول قصيدة له في مجلة البيان الكويتية. وأصدر ديوانه الشعري الأول في عام 1984 بعنوان «خصام الوردة»، لتتوالى بعدها إصدارات عديدة منها «شمس الرخام»، و «ما من غيمة تشعل البئر»، و«السحابة التي في المرآة»، و «من أعلى بمحاذاة الموسيقى»، و«رباعية شعرية»، و«كولمبس على الحافة». وقد أصدر حتى الآن 13 ديوانًا شعريًا. كما تُرجمت بعض من أشعاره إلى الإنجليزية، واليونانية، والفرنسية. ويُعرف القصاص بأشعاره التي تجمع بين الإبداع الشعري والمعالجة التطبيقية والتنظير النقدي، كما أنه يمزج في شعره اللغة العامية واللغة العربية الفصيحة. ويعتبر القصاص أحد الشعراء المؤسسين لجماعة «إضاءة 77» الشعرية التي كان لها دور أساسي في تجسيد تجربة جيل السبعينيات الشعري وساهمت في الحركة الشعرية المصرية والعربية في فترة السبعينيات. إذ تأسست هذه الجماعة في فترة مظاهرات الخبز في عام 1977، التي اُعتقل في هذه الفترة أغلب المثقفين المصريين منهم شعراء وأدباء وأساتذة جامعيين والتي شهدت أعنف المظاهرات. وقد ساهم في تأسيس هذه الجماعة عدد من الشعراء مثل حلمي سالم وماجد يوسف ومحمود نسيم وحسن طلب. وفي عام 1998، حصل القصاص على جائزة كفافيس الدولية في الشعر من اليونان.

## المؤلفات
قائمة بعض من دواوين القصاص:
- خصام الوردة، 1984
- شمس الرّخام، 1991
- ما من غيمة تشغل البئر، 1995
- السحابة التي في المرآة، الهيئة المصرية العامة للكتاب، 1998
- الإسكندرية: رباعية شعرية، الهيئة المصرية العامة للكتاب، 2001
- نساء الشرفات، دار العين للنشر، 2012
- جدار أرزق، دار بتانة للنشر، 2017
- تحت جناحي عصفور، دار ميريت للنشر والتوزيع، 2020

## الجوائز
- جائزة كفافيس الشعرية، 1998 (اليوم السابع)